# Đuro Đaković (empresa)
Đuro Đaković Holding d.d. es una empresa fabricante y fundición de aceros, láminas, estructuras y diversos tipos de maquinaria industrial y ferroviaria. Es particularmente conocida por la producción de la estructura y partes mecánicas del carro de combate M-84. Actualmente, se dedica a la ingeniería en un grupo empresarial bastante ramificado, que tiene su sede en la ciudad de Slavonski Brod, en Croacia.

## Historia

### Inicios
Los orígenes de la empresa se remontan al establecimiento de una fundición y forja de metales y una empresa conexa de ingeniería en Slavonski Brod en 1921. En este año, la compañía Prva jugoslavenska tvornica vagona strojeva i mostova dd Brod na Savi (Primera compañía yugoslava productora de vagones, maquinaria y puentes, Brod sobre el río Sava) sería establecida, con un paquete accionario de 125000 partes, cada una con un valor de 400 coronas. Los edificios de producción de la fábrica se construyeron en 1922. El industrial croata Aleksandar Ehrmann se encargó de liderar la llegada de capitales extranjeros a su natal Croacia para que su empresa floreciera y se sostuviese en 1923. En 1926, la compañía construyó su primer puente (sobre el río Tisza en las cercanías de Titel), así como su primer vehículo locomotor, hasta su primera caldera de vapor

, aunque la primera caldera de vapor ensamblada se encontraba en el muelle fluvial en la ciudad de Osijek. La fundición de hierro Đuro Đaković de Slavonski Brod, fundada el 25 de junio de 1928, por 35 sociedades por acciones (veletrgovaca, industrijskih i zanatskih radnica) bajo el nombre de "Đuro Đaković" fundición de hierro y forja de metales ("Željezara i kovačnica Đuro Đaković" en croata), producirá sus primeros motores de combustión interna en 1931 y 1932. La fundición de hierro sería el primer paso hacia la fundación de la futura industria metalúrgica, y cuya construcción comenzó en septiembre de 1927. Sin embargo, la construcción de la fundición no sería completamente finalizada hasta 1934, con la Gran Depresión causando problemas de financiamiento. En 1934, la compañía contaba con 148 empleados.

### Era socialista
Tras la Segunda Guerra Mundial, las autoridades yugoslavas nacionalizaron la compañía yugoslava y cambiaron su nombre a Đuro Đaković Industria de vehículos ferroviarios, plantas industriales y de energía y estructuras de acero de Slavonski Brod. Desde entonces, la compañía se mantuvo enfocada en la producción de locomotoras, vagones de ferrocarril, grúas portuarias, estructuras metálicas destinadas a puentes y plantas de energía, así como bienes de consumo.

### Después de la independencia de Croacia
La independencia de Croacia trajo consigo una serie de cambios en la empresa. En 1991, con la reestructuración económica del país y la desintegración de Yugoslavia, la empresa se transformó en una sociedad anónima y cambió su nombre a Đuro Đaković Holding. Esto fue seguido por la conversión de sus unidades en sociedades independientes, como Đuro Đaković Montaža, Đuro Đaković Termoenergetska postrojenja, Đuro Đaković Specijalna vozila, etc.

### La guerra de Croacia
Durante la Guerra de Croacia (1991-1995), la compañía se vio significativamente afectada, con importantes daños a sus instalaciones y una reducción en la producción. La planta principal de la compañía en Slavonski Brod fue seriamente dañada debido a la guerra. Muchos empleados participaron en la guerra, lo que resultó en una pérdida significativa de vidas.

## Producción
Actualmente, la empresa produce una amplia gama de productos, desde piezas para la industria del transporte hasta maquinaria pesada para la construcción. Algunos de sus productos notables incluyen:
- Hevidores (equipo de manipulación de contenedores y carga).
- Calderas industriales
- Contenedores sellados
- Materiales ferroviarios (vagones, locomotoras, componentes de vías férreas).
- Puentes
- Grúas
- Estructuras industriales
- Vehículos blindados